# Solanum gonyrhachis
Solanum gonyrhachis är en potatisväxtart som beskrevs av Sandra Diane Knapp. Solanum gonyrhachis ingår i släktet skattor som ingår i familjen potatisväxter. Inga underarter finns listade i Catalogue of Life.